# Ида Бауер
Ида Бауер (на немски: Ida Bauer) (1882–1945) е австрийска пациентка на Зигмунд Фройд, която е с поставена от него диагноза хистерия. Той написва прочутия си случай за нея, използвайки за героинята в книгата си псевдонима „Дора“. Това изследване е публикувано под заглавието „Фрагменти от анализа на случай на хистерия“ (1905 [1901], Standard Edition Vol.7, pp.1-122). Най-явният хистеричен симптом на Бауер е бил афония (загуба на гласа).